# Канцеларија
Канцеларија или уред је углавном соба или други простор у коме запослени из организације обављају административне послове како би подржали и реализовали објекте и циљеве организације. Реч "канцеларија" такође може означавати положај у организацији са одређеним дужностима везаним за њу; ово је заправо начин како се раније користило, канцеларија као место које се првобитно односи на локацију нечије дужности. Када се користи као придев, израз "канцеларија" може се односити на задатке повезане са пословањем. По закону, компанија или организација има канцеларије на било ком месту где има службено присуство, чак и ако се то састоји од (на пример) силоса за складиштење, а не од установе са столом и столицом. Канцеларија је такође архитектонски и дизајнерски феномен: у распону од мале канцеларије, попут клупе у углу малог предузећа изузетно мале величине, преко целих спратова зграда, до укључујући масивне зграде у потпуности посвећене једној компанији. У модерном смислу канцеларија је обично место на коме радници са белим огрлицама обављају своје функције. Према Џејмсу Стивенсену „Канцеларија је онај део пословног предузећа који је посвећен усмеравању и координацији својих различитих активности“.
Канцеларије у класичној антици често су биле део палата или великог храма. У средњем веку (1000–1300) дошло је до успона средњовековне канцеларке, која је обично била место на коме је писана већина владиних писама и где су закони копирани у администрацији краљевства. Растом великих, сложених организација у 18. веку, изграђени су први наменски канцеларијски простори.   Како се индустријска револуција интензивирала у 18. и 19. веку, индустрије банкарства, железнице, осигурања, малопродаје, нафте и телеграфије драматично су порасле, захтевајући много службеника, а као резултат тога додељено је више канцеларијског простора за смештај њихових активности. Студија о времену и покрету, коју је Фредерик Тејлор (1856-1915) уврстио у производњу, довела је до "Модерног радног стола" из 1915. године, са равним врхом и фиокама испод, дизајнираним како би се менаџерима омогућио лак преглед радника. Међутим, средином 20. века постало је очигледно да ефикасна канцеларија захтева дискрецију у контроли приватности и постепено се развија систем кабина.
Главна сврха канцеларијског окружења је да подржи раднике у обављању њихових послова. Радни простори у канцеларији се обично користе за уобичајене канцеларијске активности као што су читање, писање и рад са рачунаром. Постоји девет генеричких врста радног простора, од којих сваки подржава различите активности. Поред појединачних кабина, могу се наћи собе за састанке, салони и простори за помоћне активности, као што су фотокопирање и архивирање. Неке канцеларије такође имају кухињу у којој радници могу да спремају ручак. Има много различитих начина аранжирања простора у канцеларији и иако се сви разликују према функцији, укус менаџмента и култура специфичних предузећа могу бити још важнији. Иако се канцеларије могу градити на готово било којој локацији и у готово свакој згради, неки савремени захтеви за канцеларије то отежавају, као што су захтеви за светлошћу, умрежавање и сигурност. Главна сврха пословне зграде је да обезбеди радно место и радно окружење - пре свега за административне и руководеће раднике. Ови радници обично заузимају задате просторе унутар пословне зграде, а обично им се дају столови, рачунари и друга опрема која ће им бити потребна у овим просторима.

## Историја
На структуру и облик канцеларије утичу како размишљања менаџмента, тако и грађевински материјал и могу имати, али не морају зидове или баријере. Реч потиче од латинске речи officium и еквивалента исте речи у разним, углавном романским, језицима. Службеник није било нужно место, већ често мобилни „биро“ у смислу људског особља или чак апстрактног појма формалног положаја, као што је магистратура. Релативно разрађена римска бирократија се вековима није изједначила са Западом после пада Рима, чак се делимично враћала неписмености, док је Исток сачувао софистициранију административну културу, како под Византијом, тако и под исламом.

### Средњи век
Високи средњи век (1000–1300) је видео успон средњовековног изгледа канцеларије, које је било обично место где се писало највише владиних писама и где су се закони копирали у администрацији краљевства. Собе канцеларке често су имале зидове пуне голубова, изграђене тако да држе ваљане комаде пергамента за чување или спремну референцу, претходницу полице за књиге. Увођење штампарије током ренесансе није много променило ове ране владине канцеларије.
Средњовековне илустрације, попут слика или таписерија, често приказују људе у својим приватним канцеларијама како рукују књигама или пишу на свитке пергамента. Чинило се да су се све врсте написа помешале у тим раним канцеларијама. Пре проналаска штампарије и њене дистрибуције често је постојала врло танка линија између приватне канцеларије и приватне библиотеке пошто су књиге читане или написане у истом простору на истом радном столу или и опште рачуноводство и лична или приватна писма су рађена на истом месту.

### Појава модерне канцеларије
Са растом великих организација као што су Краљевска морнарица и Источноиндијска компанија у 18. веку, изграђени су први наменски прављени пословни простори. Стари Адмиралитет (Рипли зграда) изграђен је 1726. године и био је прва наменска пословна зграда у Великој Британији. Поред канцеларија, у згради су се налазиле сала за састанке и станови за Лордове Адмиралитета. Током 1770-их, многе раштркане канцеларије Краљевске морнарице биле су окупљене у Сомерсет кућу, првом блоку наменски изграђеном за канцеларијски рад.
Источноиндијска кућа изграђена је 1729. године у улици Лиденхол као седиште из којег је Источноиндијска компанија управљала својим индијским колонијалним поседима. Компанија је развила веома сложену бирократију за тај задатак, која је захтевала хиљаде запослених у канцеларији да обрађују неопходну папирологију. Компанија је препознала предности централизоване администрације и захтевала је да се сви радници пријављују и одјављују у централној канцеларији сваког дана.
Релативно висока цена земљишта у централном језгру градова довела је до првих вишеспратних зграда, које су биле ограничене на око 10 спратова све док употреба гвожђа и челика није омогућила више структуре. Први наменски изграђен пословни блок била је зграда Брансвик, изграђена у Ливерпулу 1841. године. Изум сигурносног лифта 1852. године од стране Елиша Отиса довео је до брзе ескалације зграда навише. До краја 19. века, веће пословне зграде су често садржавале велике стаклене атријуме како би се омогућило светло у комплексу и побољшала циркулација ваздуха.

### Двадесет век
До 1906. године,  Sears, Roebuck, and Co. отворили су своју поштанску службу и седиште у згради од 3.000.000 sq ft (280.000 m2) у Чикагу, у то време највећој згради на свету. Студија времена и кретања, коју је у производњи започео Ф. В. Тејлор и коју су касније применили Френк и Лилијан Гилбрет у канцеларијском окружењу, довела је до идеје да менаџери морају да играју активну улогу у усмеравању рада подређених како би повећали ефикасност радног места. Ф.В. Тејлор се залагао за употребу великих, отворених тлоцрта и столова са којима се суочавају надзорници. Као резултат тога, 1915. године, Equitable Life Insurance Company у Њујорку представила је „Модеран сто за ефикасност“ са равном површином и фиокама испод, дизајниран да омогући менаџерима лак поглед на раднике. То је довело до потражње за великом квадратуром по спрату у зградама и повратку на отворене просторе који су виђени у зградама пре индустријске револуције.
Међутим, средином 20. века постало је очигледно да је за ефикасну канцеларију потребна дискреција у контроли приватности, што је потребно за борбу против монотоније повезане са слабом продуктивношћу и подстицање креативности. Компанија канцеларијске опреме Херман Милер је 1964. године ангажовала Роберта Пропста, плодног индустријског дизајнера, који је осмислио концепт акционе канцеларије, који је касније еволуирао у систем канцеларијског намештаја у кубиклима.